# Pedro Maria Gonçalves de Freitas
Pedro Maria Gonçalves de Freitas (Sé, Funchal, 15 de Abril de 1836 — Funchal, 6 de Julho de 1915), primeiro e único visconde de Gonçalves de Freitas por decreto de 22 de Julho de 1901 do rei D. Carlos, foi um influente político madeirense, deputado às Cortes, par do reino electivo e director-geral das alfândegas. Exerceu durante muitos anos e com larga clientela a advocacia nos tribunais da ilha da Madeira, reputado como brilhante orador forense. Foi advogado de algumas causas que ficaram célebres. Era irmão do advogado e deputado António Gonçalves de Freitas.

## Biografia
Nasceu na freguesia de Sé, concelho do Funchal, filho do capitão António Joaquim Gonçalves de Freitas, natural de Ponta Delgada (ilha da Madeira), e de Eulália Cândida de Freitas, filha do capitão Venâncio João de Freitas, do Campanário, e de Joana Rita de Freitas, de São Vicente.
Concluídos os estudos secundários dedicou-se à advocacia como advogado provisionista (ou advogado de provisão, como eram designados os praticantes de advocacia sem ter habilitação num curso de Direito), inicialmente no Funchal e depois em Cabo Verde e novamente no Funchal. Conquistou grande reputação no foro, como distinto e brilhante causídico, tendo sido advogado de algumas causas que ficaram célebres, sendo conhecido pela sua capacidade de argumentação.
Ganhou notoriedade como redactor do periódico O Direito, que se publicou no Funchal a partir de 1857, onde publicou artigos de análise política, de pendor fortemente conservador, sendo mesmo considerado adepto do miguelismo.
No ano seguinte, aquando das eleições gerais de 2 de Maio de 1858 (11.ª legislatura da Monarquia Constitucional Portuguesa) candidatou-se a deputado pelo círculo plurinominal do Funchal, mas, apesar de ter obtido boa votação em alguns concelhos, não conseguiu ser eleito. Nas eleições suplementares de Novembro daquele ano aparece como apoiante do candidato do Partido Regenerador, Luís da Câmara Leme.
Nos anos seguintes radicou-se em Cabo Verde, por onde foi eleito deputado às Cortes nas eleições gerais de 8 de Julho de 1865 (15.ª legislatura), tendo prestado juramento a 28 de Novembro daquele ano depois da sua eleição ter sofrido forte contestação por se encontrar pronunciado num crime fiscal resultante da venda do navio prussiano Ferdinand Ners. Despronunciado em primeira instância, a Câmara dos Deputados permitiu a posse apesar do recurso para o Tribunal da Relação de Lisboa ainda não estar concluso.
Manteve-se na Câmara dos Deputados na legislatura imediata, eleito por sufrágio suplementar, mas na legislatura de 1869-1870, apesar de não ter sido eleito, manteve-se formalmente como representante do círculo, sem contudo participar nas sessões, por nele se não terem realizado as eleições. Nas sessões em que participou como deputado eleito por Cabo Verde distinguiu-se pela defesa dos interesses daquele arquipélago e da então colónia anexa da Guiné Portuguesa. Afirmando-se sempre como deputado independente, eleito sem o apoio partidário, as suas intervenções centraram-se em matérias do seu círculo eleitoral, em especial sobre a questão de Bolama, ilha que ao tempo estava ocupada pelos britânicos, e sobre o problema da escravatura, que entendia dever ser abolida nas colónias africanas, embora salvaguardando os interesses dos proprietários dos escravos e das terras em que estes trabalhavam. Outras questões que abordou foram os problemas da divisão judicial de abo Verde, o funcionamento das alfândegas em Cabo Verde e na Guiné e a exportação e semente de purgueira a partir daquele arquipélago. Cessou as funções de deputado por Cabo Verde em 1870, não antes de ter entrado em conflito com o deputado cabo-verdiano José Maria da Costa, dedicando-se depois exclusivamente à advocacia.
Regressado entretanto ao Funchal, afirmou-se ali como advogado de provisão, ganhando reputação de excelente advogado. Reingressou na Câmara dos Deputados nas eleições gerais de 29 de Junho de 1884 (25.ª legislatura da Monarquia Constitucional Portuguesa), desta feita eleito pelo círculo plurinominal do Funchal. Como deputado pela Madeira, voltou a revelar-se um deputado cujas intervenções se centravam no seu círculo eleitoral, passando a defender os interesses madeirenses, em especialos de carácter económico, como a produção de vinhos e cana-de-açúcar, e de obras públicas.
A 30 de Março de 1887 foi eleito par do reino, recebendo a totalidade dos votos do colégio eleitoral madeirense. Na Câmara dos Pares teve uma participação discreta, com apenas duas intervenções, uma sobre o interesse da carreira de vapores para África escalar o Funchal, outra sobre o projecto de Código Comercial, defendendo, sem sucesso, a liberdade de navegação para a Madeira.
Em 1894 voltou a ser eleito deputado pelo círculo do Funchal, mas renunciou ao lugar pouco depois de tomar posse. Abandonou a actividade política e dedicou-se ao serviço das alfândegas e à advocacia, sendo reconhecido, até falecer, como um dos políticos mais influentes na ilha da Madeira.